# Jifna
Jifna, en arabe : عين يبرود, est un village du gouvernorat de Ramallah et Al-Bireh en Palestine. Il est situé à 8 km au nord de Ramallah et au centre de la Cisjordanie.
Selon le recensement du bureau central palestinien des statistiques, la localité compte une population de 2 919 habitants en 2017.